# Parafia Matki Bożej Wspomożycielki Wiernych w Swarzędzu
Parafia Matki Bożej Wspomożycielki Wiernych w Swarzędzu – rzymskokatolicka parafia w Swarzędzu, należy do dekanatu swarzędzkiego. 

## Historia
Erygowana w 1981 z parafii św. Marcina. Obejmuje środkowo-zachodnią część Swarzędza. Obecny kościół to dawna kaplica cmentarna z 1936, rozbudowana w latach 1978–1980 do rozmiarów kościoła. Mieści się przy ulicy Poznańskiej. Kościół został poświęcony 20 maja 2012 przez arcybiskupa Stanisława Gądeckiego.

## Duchowieństwo
Proboszczowie
- ks. Stanisław Wojtaszek (1974–1983)
- ks. Zdzisław Łuniewicz (1983–2004, zm. 2009)
- ks. Janusz Molewski  (2004–2015)
- ks. Grzegorz Gałkowski (2015–2016)
- ks. Szymon Likowski (od 2016)

Księża pochodzący z parafii
- ks. Wiesław Wittig – rok święceń 1987
- ks. Oscar Nejman – rok święceń 2016
- o. Bonawentura Michał Wierzejewski OFM – rok święceń 2016